# Barbara Brand
Pour les articles homonymes, voir Brand.
Barbara Brand est une actrice française.

## Filmographie
- 1955 : Le Baiser du tueur de Stanley Kubrick
- 1958 : La Môme aux boutons de Georges Lautner
- 1962 : L'Œil du Monocle  de Georges Lautner : la danseuse
- 1962 : Le Septième Juré de Georges Lautner : la danseuse
- 1964 : Des pissenlits par la racine de Georges Lautner : la comédienne qui joue Sonia
- 1965 : Les Copains d'Yves Robert (non créditée)